# Pierrefitte (Corrèze)
Pierrefitte (Peira Fita auf Okzitanisch) ist eine französische Gemeinde mit 93 Einwohnern (Stand 1. Januar 2022) im Département Corrèze in der Region Nouvelle-Aquitaine. Die Gemeinde ist Mitglied des Gemeindeverbandes Tulle Agglo. Die Einwohner nennen sich Pierrefittois(es).

## Geografie
Die Gemeinde liegt im Zentralmassiv. Tulle, die Präfektur des Départements, befindet sich rund 27 Kilometer südöstlich. Im äußersten Norden mündet die Madrange in die Vézère, im Südwesten der Rujoux.
Nachbargemeinden von Saint-Jal sind Chamboulive im Norden und Osten, Saint-Jal und Espartignac im Süden sowie Eyburie im Westen.

## Wappen
Beschreibung: In Rot ein silberner Balken.

## Einwohnerentwicklung
| Jahr      | 1962 | 1968 | 1975 | 1982 | 1990 | 1999 | 2007 | 2016 |
| Einwohner | 158  | 149  | 120  | 92   | 82   | 79   | 79   | 89   |